# FIBA Diamond Ball 2004 - Torneo maschile
Il torneo FIBA Diamond Ball 2004 si è svolto a Belgrado, ed è stato vinto dalla Serbia e Montenegro.

## Partecipanti
- Angola - campione d'Africa
- Argentina - rappresentante delle Americhe (con gli USA campioni)
- Australia - campione d'Oceania
- Cina - campione d'Asia
- Lituania - campione d'Europa
- Serbia e Montenegro - campione del mondo

## Fase a gironi

### Gruppo A
| Squadra      | Pts | V | P | PF  | PS  |
| ------------ | --- | - | - | --- | --- |
| 1. Lituania  | 4   | 2 | 0 | 174 | 147 |
| 2. Argentina | 2   | 1 | 1 | 146 | 153 |
| 3. Angola    | 0   | 0 | 2 | 131 | 151 |

| Belgrado 31 luglio 2004 | Argentina | 67 – 63 | Angola |  |

| Belgrado 1º agosto 2004 | Angola | 68 – 84 | Lituania |  |

| Belgrado 2 agosto 2004 | Lituania | 90 – 79 | Argentina |  |

### Gruppo B
| Squadra                | Pts | V | P | PF  | PS  |
| ---------------------- | --- | - | - | --- | --- |
| 1. Serbia e Montenegro | 4   | 2 | 0 | 171 | 139 |
| 2. Cina                | 2   | 1 | 1 | 162 | 160 |
| 3. Australia           | 0   | 0 | 2 | 143 | 163 |

| Belgrado 31 luglio 2004 | Serbia e Montenegro | 92 – 78 | Cina |  |

| Belgrado 1º agosto 2004 | Cina | 84 – 82 | Australia |  |

| Belgrado 2 agosto 2004 | Australia | 61 – 79 | Serbia e Montenegro |  |

## Finali
V-VI posto
| Belgrado 3 agosto 2004 | Angola | 64 – 70 | Australia |  |

III-IV posto
| Belgrado 3 agosto 2004 | Argentina | 84 – 74 | Cina |  |

I-II posto
| Belgrado 3 agosto 2004 | Lituania | 80 – 93 | Serbia e Montenegro |  |

## Classifica
| -  | Team                |
| -- | ------------------- |
|    | Serbia e Montenegro |
|    | Lituania            |
|    | Argentina           |
| 4. | Cina                |
| 5. | Australia           |
| 6. | Angola              |